# إليسافيتا باجريانا
إليسافيتا باجريانا (إليسافيتا ليوبوميروفا بيلشيفا)، (16 أبريل 1893 - 23 مارس 1991)، هي شاعرة بلغارية كتبت أبيات شعرها الأولى أثناء إقامتها مع عائلتها في فيليكو ترنوفو في 1907–08. تُعتبر هي ودورا غابي واحدة من «السيدات الأوائل لأدب المرأة البلغارية». تم ترشيحها لجائزة نوبل في الأدب ثلاث مرات.
ولدت في 16 أبريل 1893 في مدينة صوفيا بلغاريا في عائلة أدب. أنهت تعليمها الإبتدائي والثانوي في العاصمة. عاشت عامًا (1907-08) مع عائلتها في مدينة تارنوف، حيث كتبت قصائدها الأولى. بين عامي 1910 و 1911 درّست في قرية أفتاني حيث اختبرت الحياة الريفية، وبعد ذلك درست فقه اللغة السلافية في جامعة صوفيا. نُشرت قصائدها الأولى — لماذا ("Защо") وأغنية الليل "ечерна песен" — عام 1915 في مجلة الفكر المعاصر.

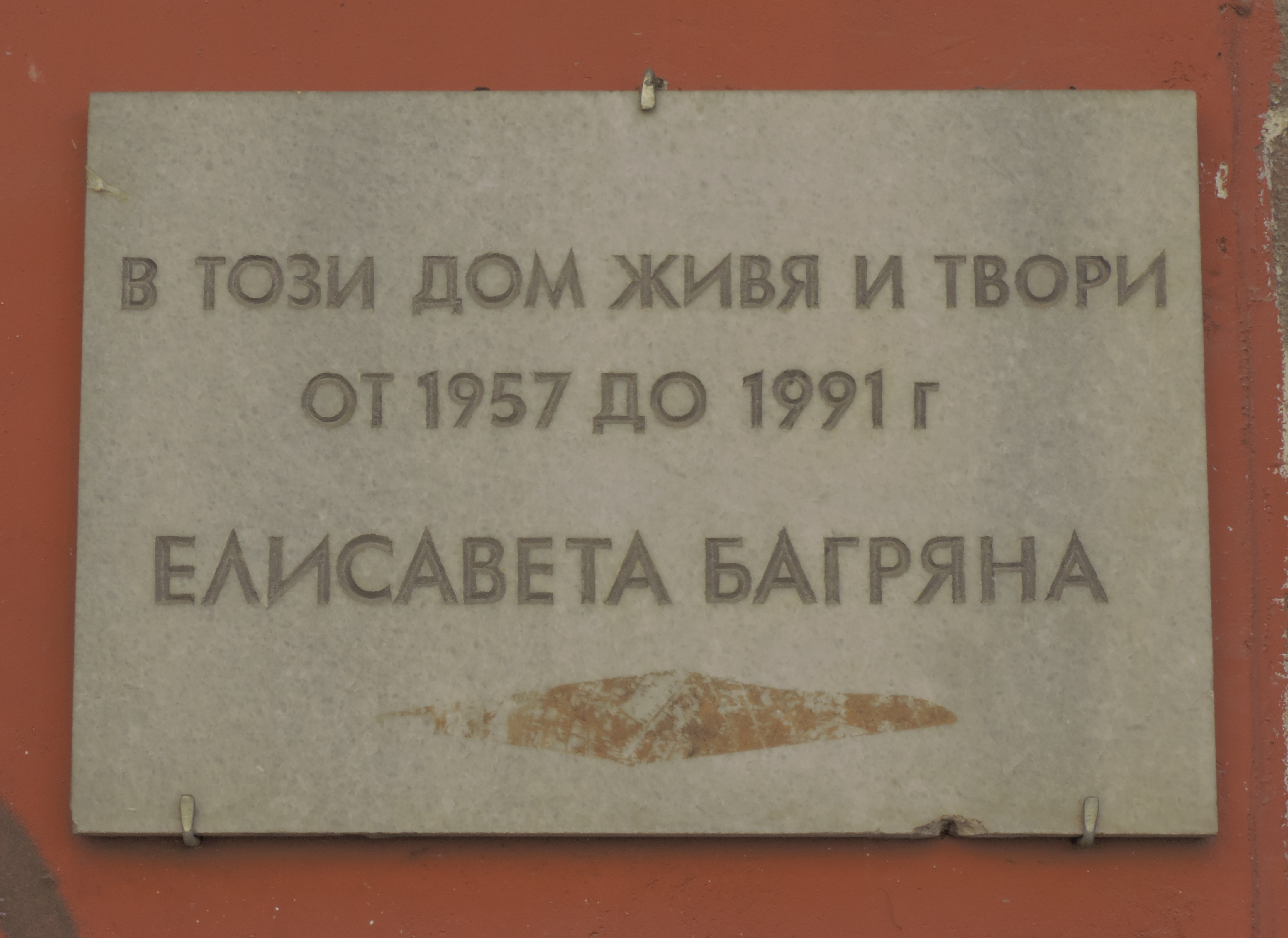
اللوحة التذكارية على المنزل حيث عاشت باغريانا وعملت فيها من عام 1957 إلى عام 1991 في العاصمةصوفيا

## الجوائز والتكريم
- في أعوام 1943 و 1944 و 1945 تم ترشيحها لجائزة نوبل في الأدب.[5]
- في عام 1969 حصلت على الميدالية الذهبية من الرابطة الوطنية للشعراء في روما.
- سميت منطقة «Bagryana Point» في القارة القطبية الجنوبية باسم إليسافيتا باجريانا.

## روابط خارجية
إليسافيتا باجريانا على موقع ميوزك برينز (الإنجليزية)